# Nathan Meister
Nathan Meister (Nuova Zelanda, ...) è un attore neozelandese.
È conosciuto soprattutto per l'interpretazione di Henry Oldfield in Black Sheep - Pecore assassine.
Ha recitato, inoltre, nella parte di un goblin in Lo Hobbit - Un viaggio inaspettato e in Le avventure di Tintin - Il segreto dell'Unicorno

## Vita privata
È sposato ed ha 2 figli.

## Filmografia

### Cinema
- Black Sheep - Pecore assassine (Black Sheep), regia di Jonathan King (2006)
- Under the Mountain, regia di Jonathan King (2009)
- Avatar, regia di James Cameron (2009)
- Le avventure di Tintin - Il segreto dell'Unicorno (The Adventures of Tintin), regia di Steven Spielberg (2011)
- Lo Hobbit - Un viaggio inaspettato (The Hobbit: An Unexpected Journey), regia di Peter Jackson (2012)

## Serie TV
- The Strip, Stagione 1 - Episodio 9 "The Joy Of Sex" (2002)[4]
- La spada della verità, Stagione 1 - Episodio 19 "La Maledizione" (Cursed) (2009)[4]